# Герб комуни Ерншельдсвік
Герб комуни Ерншельдсвік (швед. Örnsköldsviks kommunvapen) — символ шведської адміністративно-територіальної одиниці місцевого самоврядування комуни Ерншельдсвік. 

## Історія
Місто Ерншельдсвік отримало герб королівським затвердженням 1894 року, а в модернізованому вигляді як герб комуни 1972 року. Його зареєстровано 1974 року. 
Після адміністративно-територіальної реформи, проведеної в Швеції на початку 1970-х років, муніципальні герби стали використовуватися лишень комунами. Тому тепер цей герб представляє комуну Ерншельдсвік, а не місто.

## Опис (блазон)
У срібному полі над синьою зазубленою основою летить чорний орел з золотим дзьобом і лапами, в яких тримає синій щиток з золотою коронованою монограмою «О ІІ».

## Зміст
Місто назване на честь губернатора барона Пера-Абрагама Ерншельда, тому елементи з його герба потрапили до герба міста. Орел тримає щит з монограмою короля Оскара ІІ. Зазублена основа вказує на розташування на березі Ботнічної затоки.